# Kanton Pays messin
Kanton Pays messin (fr. Canton du Pays messin) je francouzský kanton v departementu Moselle v regionu Grand Est. Tvoří ho 51 obcí. Zřízen byl v roce 2015.

## Obce kantonu
| - Antilly - Argancy - Ars-Laquenexy - Ay-sur-Moselle - Bazoncourt - Burtoncourt - Chailly-lès-Ennery - Charleville-sous-Bois - Charly-Oradour - Chesny - Chieulles - Coincy - Colligny - Courcelles-Chaussy - Courcelles-sur-Nied - Ennery - Les Étangs - Failly - Flévy - Glatigny - Hayes - Jury - Laquenexy - Maizeroy - Maizery - Malroy | - Marsilly - Mécleuves - Mey - Montoy-Flanville - Noisseville - Nouilly - Ogy - Pange - Peltre - Raville - Retonfey - Saint-Hubert - Saint-Julien-lès-Metz - Sainte-Barbe - Sanry-lès-Vigy - Sanry-sur-Nied - Servigny-lès-Raville - Servigny-lès-Sainte-Barbe - Silly-sur-Nied - Sorbey - Trémery - Vantoux - Vany - Vigy - Vry |